# Фурна
Пещ, или фурна, е затворено отделение за изпичане (готвене), изсушаване или отопление. Приготвянето по тази технология на ястия, е най-често използваната кулинарна техника.
Специални пещи се използват в някои промишленостти, например за изпичане на керамични изделия, за закаляване и оформяне на изделия от метал, стъкло и др., както и за изпичане на изделия от специални смоли или карбонови изделия (наричани промишлени пещи или фурни).

## История
Техниката на приготвяне на храна, чрез изпичане във фурна е известна от дълбока древност. Първите доказателства за това са в откритите пещи, датиращи от около 3200 г. пр. Хр., открити в древни къщи от тухли от кал разположени в Долината на река Инд, Индия.
Кулинарни историци определят гърците като първите, използващи пещи за изпичане на хляб. В южната ни съседка са открити древни пещи за печене на хляб, с отвор отпред. Гърците са създали голямо разнообразие от теста, форми за хляб и стилове за сервиране на хляб с други ястия. Печенето се развива като професия и търговия, като хляба вече не се прави у дома на семейството, а се прави в специално пригодени помещения и от специално обучени работници, които да продават хлебните продукти на гражданите. Това е една от най-старите професии в хранително-вкусовата промишленост.
Гърците също така са пионери в производството на сладък хляб, пудинги, сладкиши и дори сватбени торти. Често подготвени в символична форма, тези продукти са били първоначално приготвяни само за специални събития и церемонии. От около 300 г. сл. Хр. гърците разработват над 70 различни видове хляб.

## Видове пещи (фурни)

### Готварски пещи
Конвенционалната фурна е кухненски уред, който широко се използва за готвене и отопление. Храните, приготвени по този начин включват месо и риба, а в глинени, стъклени или метални съдове се пекат ястия от зеленчуци, хляб, торти и други десерти, както и за печене на ядки.
В миналото, готварските фурни са захранвани от дървен материал или въглища, но в днешни дни съвременните фурни се захранват с природен газ или електричество. Когато фурната е част от готварска печка, горивото, използвано за фурната, може да бъде еднакво или различно от използваните горива за котлоните в горната част на печката.
При готвене на фурна обикновено може да се използват различни методи за готвене. Най-често срещаната техника при готвене е с нагряване на долната част на фурната или комбинация от нагряване отгоре и отдолу, посредством ел. нагреватели. Така обикновено се пече месо. Модерните фурни използват новаторско решение за циркулация на горещия въздух във фурната, което се получава посредством малък вентилатор разположен във фурната, който е снабден с нагревател и който оигурява по-бързо и по-добро приготвяне на храната.
Модерната фурна притежава също така грил и интегрирана скара.
При промишленото производство на хляб и др. продукти, се използва парна фурна, която изпича продукта като го загрява посредством пара, която се доставя отвън в камерата за печене. Това може да помогне за формирането на хрупкава коричка по печивата и предотвратяване на изсушаването при приготвяне на риба. Степента на влажност на въздуха в тези фурни обикновено е избираема сред няколко стъпки. Някои парни фурни използват като резервоар за вода контейнер, а други са постоянно свързани с водопровода или използват пара доставена отвън.
По-съвременните фурни, като тези произведени от американската компания General Electric, комбинират класическо нагряване и микровълни за готвене. Това може значително да съкрати времето за готвене на определени видове храна, при запазване на традиционните вкусове.
Друга основна разлика при домакинските фурни е начина, по който се контролира процеса и температурните режими. Най-простите фурни (например, готварска печка с твърдо гориво), не може да има контрол, освен силата на огъня, докато електрическите и газови фурни могат да работят непрекъснато при различни температури. Някои конвенционални печки имат прост термостат, който контролира нагревателите, като след като бъде избрана необходимата температура, при която фурната ще работи, включват и изключват нагряването. Модерните фурни притежават сравнително сложни контролери, които поддържат температурата, а също така могат да контролират времето за готвене посредством таймер, който след като изтече зададеното време автоматично прекратява процеса.
Най-сложните фурни (така наречени „multi fuction“) могат да имат сложен компютърен контрол, при който се извършва дигитален контрол и дава възможност за използването на голямо разнообразие от режими на работа и специални функции, включително използването дори на температурна сонда, която управлява автоматичното спиране на фурната от разстояние, когато храната е напълно приготвена или е достигнала до желаната степен на приготвяне.

### Други пещи (фурни)
Извън кулинарния свят, пещи се използват още за няколко различни цели.
- Пещи се използват за отопляване сгради, за топене на вещества (като например стъкло или метал), с цел допълнителна обработка.

Доменната пещ е особен вид пещ, която обикновено се свързва с топенето на различни видове метали (особено в производството на стомана), което става с помощта на обогатен кокс, като с помощта на въздух под налягане се повишава температурата на огъня.
- Пещи с висока температура, се използват за сушене на дървен материал, керамика и в циментовото производство, за да се конвертират минералните суровини (под формата на глина, варовик или алуминиева руда). В случай че се използва керамична пещ, формата на изпечения обект остава и в началото и в края несъществено променен, докато при циментовото производство се произвежда материал, наречен клинкер, който се смила, за да се направи крайния продукт - цимент. Използват се някои видове фурни за сушене, например използвани в хранителното производство, например за изсушаване на плодове или билки, както и такива използвани в пивоварни цели.
- За научни цели, както и в лаборатории се използват особен вид лабораторни пещи, наречени „автоклав“, които сами по себе си са фурни, даващо различни функции (повишаване на налягането), подобни на тенджера под налягане, което позволява да бъдат нагрявани водни разтвори на по-високи температури от точката на кипене на водата, за да се стерилизира съдържанието в автоклава.
- Промишлените пещи са сходни с кулинарните си еквиваленти, и се използват за няколко различни приложения, които не се нуждаят от висока температура на пещта.